# Цеслюкевич, Павел Викторович
Павел Викторович Цеслюкевич (бел. Павел Віктаравіч Цеслюкевіч; род. 11 мая 1995, Гродно) — белорусский футболист, полузащитник.

## Карьера

### «Неман» Гродно

#### Аренда в «Барановичи»
Воспитанник футбольной академии гродненского «Немана». В 2012 году футболист стал выступать за дублирующий состав гродненского клуба. В 2014 году футболист стал попадать в заявки на матчи с основной командой, однако на поле так и не вышел. В марте 2016 года футболист на правах арендного соглашения присоединился к «Барановичам», соглашение с которыми было рассчитано до конца сезона. Дебютировал за клуб футболист 16 апреля 2016 года в матче против минского «Луча», выйдя на поле в стартовом составе. Дебютным забитым голом за клуб футболист отличился 4 сентября 2016 года в матче против «Сморгони». В матче 11 июня 2016 года в рамках Кубка Беларуси против рогачёвского «Днепра» футболист отличился забитым хет-триком. Своим первым забитым дублем за клуб футболист отличился 9 октября 2016 года в матче против «Слонима». По итогу сезона футболист вместе с клубом завершил чемпионат на итоговом предпоследнем месте. По окончании срока арендного соглашения футболист покинул клуб.

#### Аренда в «Гранит» Микашевичи
В марте 2017 года футболист на правах арендного соглашения присоединился к микашевичскому «Граниту», соглашение с которым было рассчитано до конца сезона. Дебютировал за клуб футболист 8 апреля 2017 года в матче против светлогорского «Химика». В своём следующем матче 15 апреля 2016 года против пинской «Волны» футболист отличился дебютным забитым голом, благодаря которому удалось одержать победу. В августе 2016 года футболист начал свою голевую серию, отличившись подряд забитыми голами в матчах против «Энергетика-БГУ», «Барановичей» и «Сморгони». По итогу сезона футболист вместе с клубом завершил чемпионат на итоговом восьмом месте в турнирной таблице. На протяжении сезона футболист выступал за микашевичский клуб в роли одного из ключевых игроков, отличившись 4 забитыми голами. По окончании срока арендного соглашения футболист покинул клуб.

#### Возвращение в «Неман» Гродно
В январе 2018 года футболист присоединился к подготовке к новому сезону с основной командой гродненского «Немана». Дебютировал за клуб футболист 30 марта 2018 года в матче против «Витебска», выйдя в стартовом составе. В полуфинале Кубка Беларуси футболист вместе с клубом уступили борисовскому БАТЭ, завершив своё выступление на турнире. Дебютным забитым голом за клуб футболист отличился 16 сентября 2018 года в матче против «Ислочи». В декабре 2018 года футболист продлил контракт с гродненским клубом. По итогу дебютного сезона футболист вместе с клубом завершил чемпионат на итоговом седьмом месте в турнирной таблице. На протяжении сезона футболист выступал за клуб в роли одного из основных игроков, отличившись 2 забитыми голами. В следующем сезоне 2019 года футболист стал получать меньше игровой практики, чередуя матчи с основной командой и дублирующим составом. В сезоне 2020 года футболист на протяжении первой половины сезона выступал исключительно за дублирующий состав. В июле 2020 года футболист расторг контракт с гродненским клубом по соглашению сторон.

### «Гомель»
В июле 2020 года футболист на правах свободного агента присоединился к «Гомелю», подписав контракт до конца сезона. Дебютировал за клуб футболист 22 июля 2020 года в матче против дзержинского «Арсенала», выйдя на замену на 65 минуте. Дебютным забитым голом за клуб футболист отличился 23 августа 2020 года в матче против гомельского «Локомотива». По итогу сезона футболист вместе с клубом стал серебряным призёром чемпионата, получив право на прямое повышение в Высшую лигу. На протяжении сезона футболист выступал за гомельский клуб в роли одного из основных игроков, быстро закрепившись в стартовом составе, отличившись 7 забитыми голами. В январе 2021 года футболист продлил контракт с гомельским клубом ещё на сезон. Однако в следующем сезоне футболист быстро потерял место в стартовом составе, первую половину сезона проведя преимущественно на скамейке запасных, отличившись своим единственным забитым голом в рамках Кубка Беларуси. В июле 2021 года футболист покинул гомельский клуб, расторгнув контракт по соглашению сторон.

### «Днепр-Могилёв»

#### Сезон 2021
В июле 2021 года футболист на правах свободного агента присоединился к могилёвскому «Днепру». Дебютировал за клуб футболист 18 июля 2021 года в матче против бобруйской «Белшины», выйдя на поле в стартовом составе. Дебютным забитым голом за клуб футболист отличился в своём следующем матче 24 июля 2021 года против новополоцкого «Нафтана». В следующем матче 1 августа 2021 года против пинской «Волны» футболист отличился своим очередным забитым голом. Вместе с клубом футболист такде вышел в финальную стадию Кубка Беларуси, однако в самом месте участие не принимал. По итогу сезона футболист вместе с клубом завершил чемпионат на итогом пятом месте в турнирной таблице. На протяжении сезона футболист выступал за клуб в роли одного из основных игроков, отличившись 5 забитыми голами.

#### Сезон 2022
В начале 2022 года футболист начинал подготовку к новому сезону с могилёвским клубом. Позже стало известно, что могилёвский «Днепр» получив право на участие в Высшей лиги, так как брестский «Рух» снялся с чемпионата из-за финансовых проблем. Новый сезон футболист начал 7 марта 2022 года с четвертьфинального матча Кубка Беларуси против гродненского «Немана», выйдя на поле в стартовом составе. В ответном матче 13 марта 2022 года футболист вместе с клубом завершили матч с ничейным счётом, однако гродненский «Неман» имел преимущество по итогам первой встречи и вышел в следующую стадию. Первым матч в чемпионате футболист сыграл 20 марта 2022 года против бобруйской «Белшины», выйдя на поле в стартовом составе. Первым результативным действием за клуб футболист отличился 2 мая 2022 года в матче против «Витебска», отдав голевую передачу. По итогу сезона футболист вместе с клубом завершил чемпионат на итоговом последнем месте, вылетев в Первую лигу. На протяжении сезона футболист выступал за клуб в роли одного из основных игроков, отличившись 2 голевыми передачами.

#### Сезон 2023
В декабре 2022 года футболист продлил контракт с могилёвским клубом ещё на сезон. Первый матч в новом сезоне футболист сыграл 2 апреля 2023 года против «Орши», выйдя на поле в стартовом составе. Своим первым в сезоне забитым голом за клуб футболист отличился 15 апреля 2023 года в матче против пинской «Волны». В августе 2023 года футболист потерял место в стартовом составе, став оставаться на скамейке запасных, выходя на поле лишь на замену. По итогу сезона футболист вместе с клубом стал серебряным призёром чемпионата, завоевал право на повышение в Высшую лигу. На протяжении сезона футболист первоначально выступал за клуб в роли ключевого игрока, однако с августа 2025 года так и не смог вернуть себе место в стартовом составе, однако успел отличиться 2 забитыми голами и голевой передачей. В декабре 2023 года футболист покинул могилёвский клуб по окончании срока действия контракта.

### «Молодечно-2018»
В январе 2024 года футболист на правах свободного агента присоединился к клубу «Молодечно-2018», подписав контракт до коцна сезона. Дебютировал за клуб футболист 7 апреля 2024 года в матче против солигорского «Шахтёра-2», выйдя на поле в стартовом составе. Первым результативным действием за клуб футболист отличился в своём следующем матче 14 апреля 2024 года против борисовского БАТЭ-2, отдав голевую передачу. Своим дебютным забитым голом за клуб футболист отличился 21 июля 2024 года в матче против «Барановичей». По итогу сезона футболист вместе с клубом стал победителем чемпионата, получив право на участие в Высшей лиге. На протяжении сезона футболист выступал за клуб в роли одного из основных игроков молодечненского клуба, отличившись 4 забитыми голами и 5 голевыми передачами. 
В конце января 2025 года футболист продлил контракт с клубом ещё на сезон. Первым матч в новом сезоне футболист сыграл 15 марта 2025 года против гродненского «Немана», выйдя на поле в стартовом составе. Первым результативным действием за клуб в сезоне футболист отличился в своём следующем матче 28 марта 2025 года против мозырской «Славии», отдав голевую передачу. Первым в сезоне забитым голом отличился 14 июля 2025 года в матче Кубка Беларуси против бобруйской «Белшины», также отдав голевую передачу. В июле 2025 года покинул молодечненский клуб, расторгнув контракт по соглашению сторон. За первую половину сезона выступал за клуб в роли одного из основных игроков, отличившись забитым голом и 2 голевыми передачами во всех турнирах.

## Достижения
«Молодечно-2018»
- Победитель Первой лиги: 2024